# 丁峰駅 (忠清北道)
丁峰駅（チョンボンえき）は大韓民国忠清北道清州市興徳区にかつて存在した、大韓民国鉄道庁の駅である。

## 歴史
- 1921年11月1日：開業[1]。
- 1980年10月17日：複線化に伴い旧・清州駅と統合、当駅が清州駅に改称される形で移転[2]。